# Dingleberry Haze
Dingleberry Haze è il primo EP pubblicato dai Bloodhound Gang per la Cheese Factory Records nel novembre 1994.

## Tracce
1. Go Down – 2:23
2. Cheese Tidbit – 0:44
3. Legend In My Spare Time – 3:08
4. Neighbour Invasion – 0:07
5. Mama Say – 3:02
6. Rang Dang – 3:04
7. Earlameyer the Butt Pirate – 0:06
8. One Way – 3:07
9. Record Offer – 0:51
10. Coo Coo Ca Choo – 2:40
11. Live At The Apollo – 2:10